# Syndrome d'Ehlers-Danlos type hypermobile
Pour les articles homonymes, voir Syndrome d'Ehlers-Danlos.
 Mise en garde médicale
Le syndrome ou maladie d'Ehlers-Danlos de type hypermobile est l'une des formes des maladies du groupe hétérogène du syndrome d'Ehlers-Danlos.
Comme les autres types de la maladie, le SED-h est une maladie du tissu conjonctif, provoquant un déficit fonctionnel du collagène et d'autres protéines du tissu conjonctif.
Les gènes impliqués dans la maladie n'ont pas encore été déterminés mais l'hérédité de la maladie est connue, étant établi que les enfants d'un parent atteint du SED-h ont une probabilité de 50 % de présenter la maladie.

## Autres noms
Syndrome d'Ehlers-Danlos type 3. Le nom latin est cutis hyperelastica pour les SED en général.

## Étiologie
En 2018, une étude prouve qu'on observe dans le SED hypermobile une différenciation abusive des fibroblastes en myofibroblastes et la voie de signalisation provoquant ce phénomène est identifiée. Pourtant, aucun gène n'est formellement identifié et le diagnostic demeure clinique.

## Incidence et prévalence
La prévalence du syndrome d'Ehlers-Danlos type hypermobile est fortement discutée. La plateforme ORPHANET évoque une incidence de 1 à 5 personnes pour 10 000, mais elle est estimée d'après Claude Hamonet à environ 2 pour 100. Le président du GERSED[Quoi ?], Daniel Grossin, évoque la possibilité que 500 000 personnes seraient atteintes, ce qui en ferait une maladie très fréquente, avec une prévalence supérieure à 1 pour 130. Le nombre de cas répertoriés est bien moindre, mais l'absence de plan national de diagnostic et de soins et donc de critères de diagnostic consensuels ainsi que la méconnaissance de la pathologie ne permettent pas de conclure quant à la prévalence observée. Ces hypothèses de sous-diagnostic pourraient ainsi augmenter la prévalence. 
Le SED de type classique et le SED hypermobile seraient, avec le Lupus érythémateux disséminé, les pathologies les plus fréquentes du tissu conjonctif. Ce possible sous-diagnostic en ferait également le type de SED le plus répandu parmi les différents types.

## Description
Le syndrome d'Ehlers-Danlos hypermobile est généralement considéré comme le moins sévère des différents types de syndromes d'Ehlers-Danlos, même si des complications significatives, principalement musculosquelettiques, peuvent apparaître.
La peau peut être hyper-extensible, les subluxations et les dislocations sont courantes, elles peuvent apparaître spontanément ou avec des traumatismes minimes et peuvent être très douloureuses.
La douleur chronique est également une manifestation de la maladie.
L'hyperlaxité articulaire (ou hypermobilité articulaire) est due à une hyperélasticité des ligaments, mais aussi des tendons et muscles.

### Symptômes
De nombreux symptômes peuvent être associés au syndrome d'Ehlers-Danlos de type hypermobile tels que des ecchymoses spontanées, des douleurs chroniques, que ce soit des douleurs musculaires, neuropathiques ou arthritiques, de l'asthénie (forte fatigue), des luxations ou subluxations, de l'arthrose, un temps de cicatrisation retardé, des troubles de la proprioception, des dyspareunie, prolapsus pelvien, dysménorrhée, des désordres gastro-intestinaux plus ou moins importants, des troubles podologiques (pieds rétractés) ou un prolapsus mitral.
Également, la peau est très claire, élastique et fragile, pouvant se marquer ou se déchirer facilement.

## Diagnostic
Le diagnostic du syndrome d'Ehlers-Danlos hypermobile est, en l'absence d'identification des gènes possibles, entièrement clinique, avec possible prise en compte d'un contexte familial, et après écartement d'autres pathologies chroniques.
Depuis 2017, année de la mise en place des critères de New-York pour le diagnostic du syndrome d'Ehlers-Danlos hypermobile[réf. souhaitée], les critères de diagnostic ont changé et certaines personnes ont vu leur diagnostic être modifié pour un nouveau, le syndrome du spectre de l'hypermobilité (HSD). Les symptômes étant très similaires pour ces deux diagnostics, il est conseillé aux médecins de traiter les patients HDS avec les mêmes précautions que pour les patients SED.

### Partie 1 - Évaluation de l'hypermobilité
La première partie des critères de diagnostic d'un syndrome d'Ehlers-Danlos hypermobile est évaluée par une échelle d'hypermobilité appelée score de Beighton. Il s'agit d'une échelle de 9 points qui nécessite d'avoir un minimum de 6 points pour les moins de 12 ans, 5 points pour les personnes entre 12 et 50 ans et 4 points pour les plus de 50 ans afin de valider ce critère de diagnostic.
Les manœuvres à effectuer sont :
- Dorsiflexion passive des auriculaires (5ème doigt) au-delà de 90° – 1 point pour chaque main
- Pouvoir toucher son avant-bras avec son pouce en apposition passive – 1 point pour chaque pouce
- Hyperextension du coude au-delà de 10° – 1 point pour chaque coude
- Hyperextension du genou au-delà de 10° – 1 point pour chaque genou
- Être capable de poser les mains au sol en position debout jambes tendues – 1 point.

Dans le cas où il manque un point, le médecin doit poser des questions pour savoir si le patient était auparavant capable d'effectuer ces mouvements, s'il est hypermobile / hyperlaxe et s'il a déjà eu des luxations de certaines articulations.

### Partie 2: clinique générale et antécédents
Cette 2ème partie se divise en trois parties, A, B et C. Pour valider cette deuxième partie, il faut valider les parties A+B ou A+C ou B+C ou A+B+C.

#### A - Signes cliniques
Pour valider la partie A, il est nécessaire d'avoir au moins 5 des 12 points suivants :
- une peau douce et veloutée
- une extensibilité cutanée modérée
- des stries atrophiques ou rougeâtres, vergetures sans antécédents majeurs (chez l'enfant, l'homme ou la femme nullipare)
- des papules piezogeniques (boules blanches) bilatérales aux talons
- une hernie récurrente ou des hernies multiples (inguinale, crurale, ombilicale)
- des cicatrices atrophiques sur au moins deux sites différents (sans hémosidérine ou papyracées comme le SEDc)
- un prolapsus du plancher pelvien, rectal ou utérin sans antécédents majeurs (chez l'enfant, l'homme ou la femme nullipare)
- une dentition irrégulière ET un palais ogival
- une arachnodactylie (signe du poignet de Walker des deux côtés OU signe du pouce de Steinberg des deux côtés)
- un rapport envergure sur taille au moins 1,05
- un prolapsus mitral
- une dilatation de la racine de l'aorte avec Z score supérieur à +2.

#### B - antécédents familiaux de SED hypermobile au 1er degré
Avoir au moins une personne de la famille au premier degré (parents, enfants, frères ou sœurs) qui répond aux critères de diagnostics d'un syndrome d'Ehlers-Danlos hypermobile sur la base des critères de New-York établis depuis 2017.

#### C - atteintes musculosquelettiques
Avoir au moins 1 point sur les 3 : 
- des douleurs musculosquelettiques d'au moins deux membres tous les jours depuis plus de trois mois
- des douleurs diffuses depuis plus de trois mois
- Au moins 3 dislocations de la même articulation OU au moins 2 dislocations de 2 articulations différentes OU une instabilité articulaire d'au moins 2 sites sans traumatisme auparavant.

### Partie 3 - les critères d'exclusions
Pour passer cette partie, il faut NE PAS avoir tous les points suivants : 
- avoir une peau hyper-extensible type SEDc
- avoir une autre maladie acquise ou héréditaire des tissus conjonctifs, auto-immune
- avoir une autre anomalie génétique des tissus conjonctifs, chondrodysplasies.

## Traitement et prise en charge
Il n'existe pas de traitement curatif de la maladie ; la prise en charge est donc uniquement symptomatique.

### Médicamenteux
Les traitements suivant peuvent être prescrits, selon les tableaux cliniques des patients :
- des thérapeutiques locales (gels anti-inflammatoires) ou anesthésiants peuvent parfois être efficaces[9] ;
- des injections locales de lidocaïne, dont les effets peuvent être durables malgré la faible demi-vie de la substance active[10] ;
- des myorelaxants comme le baclofène ou la L-carnitine, pour les douleurs ou contractures musculaires ;
- un traitement antiparkinsonien est prescrit, parfois accompagné d'un antiépileptique pour les personnes présentant un important syndrome des jambes sans repos et des dystonies musculaires localisées ou généralisées comme dans la maladie de Parkinson ;
- des bêta-bloquants dans le cadre d'une tachycardie, les anti-reflux, les anti-histaminiques, la fludrocortisone dans le cadre d'une hypotension pourront être utilisés ;
- des antalgiques peuvent aussi être utilisés contre la douleur chronique.

### Non médicamenteux
Certaines solutions relevant de la médecine physique et de réadaptation sont proposées :
- port de vêtements compressifs[9], ayant pour but d'améliorer la proprioception, réduisant ainsi la fréquence des accidents articulaires ;
- port de semelles orthopédiques[11],[7], qui permettent de corriger l’avant du pied et l'affaissement de la voûte plantaire ;
- utilisation d'orthèses semi-rigides sur mesure, qui limitent l’hypermobilité articulaire en apportant un soutien et un confort mécanique, et améliorent ainsi la proprioception ;
- utilisation de matelas, coussins d'assise orthopédiques ;
- kinésithérapie (et/ou balnéothérapie) sont souvent indiquées afin de renforcer la proprioception, en prenant soin d'éviter tout mouvement douloureux ;
- psychomotricité, les séances sont indiquées pour soutenir la conscience corporelle, le schéma corporel et l'image du corps, la régulation tonique, les équilibres statiques et dynamiques, la motricité fine et large ; différentes médiations peuvent être utilisées comme l'eau, la relaxation, le jeu, etc.
- l'ergothérapie peut aussi être proposée afin de travailler les activités de la vie journalière comme les repas, l'écriture, et de proposer diverses adaptations (ordinateur, tablette, …) ;
- oxygénothérapie, souvent très utile sur la fatigue et les maux de tête, ainsi que les essoufflements ;
- percussionnaire[Quoi ?], dans les cas de blocages respiratoires sévères ;
- neurostimulation transcutanée dans un but antalgique[9].

## Conséquences sociales
Les blessures fréquentes et les ecchymoses chez les enfants malades sont parfois prises à tort comme des signes de maltraitance de la part des parents, ce qui provoque de nombreuses controverses parmi les médecins.

### Sources
- (en) Online Mendelian Inheritance in Man, OMIM (TM). Johns Hopkins University, Baltimore, MD. MIM Number:130020
- (en) Ehlers-Danlos Syndrome, Hypermobility Type: An Underdiagnosed Hereditary Connective Tissue Disorder with Mucocutaneous, Articular, and Systemic Manifestations; ISRN Dermatol. 2012;
- (en) Castori et al. « Management of pain and fatigue in the joint hypermobility syndrome (a.k.a. Ehlers–Danlos syndrome, hypermobility type): Principles and proposal for a multidisciplinary approach » American Journal of Medical Genetics Part A 2012;158A(8):2055-70. PMID 22786715 DOI 10.1002/ajmg.a.35483